# Resolutie 735 Veiligheidsraad Verenigde Naties
Resolutie 735 van de Veiligheidsraad van de Verenigde Naties werd zonder stemming op 29 januari 1992 aangenomen.

## Inhoud
De Veiligheidsraad had de aanvraag van de Republiek Armenië voor het lidmaatschap van de VN bestudeerd, en beval de Algemene Vergadering aan om Armenië toe te laten treden tot de VN.

## Verwante resoluties
- Resolutie 711 Veiligheidsraad Verenigde Naties (1991, Litouwen)
- Resolutie 732 Veiligheidsraad Verenigde Naties (Kazachstan)
- Resolutie 736 Veiligheidsraad Verenigde Naties (Kirgizië)
- Resolutie 737 Veiligheidsraad Verenigde Naties (Oezbekistan)

Lijst ·  726 ·  727 ·  728 ·  729 ·  730 ·  731 ·  732 ·  733 ·  734 ·  735 ·  736 ·  737 ·  738 ·  739 ·  740 ·  741 ·  742 ·  743 ·  744 ·  745 ·  746 ·  747 ·  748 ·  749 ·  750 ·  751 ·  752 ·  753 ·  754 ·  755 ·  756 ·  757 ·  758 ·  759 ·  760 ·  761 ·  762 ·  763 ·  764 ·  765 ·  766 ·  767 ·  768 ·  769 ·  770 ·  771 ·  772 ·  773 ·  774 ·  775 ·  776 ·  777 ·  778 ·  779 ·  780 ·  781 ·  782 ·  783 ·  784 ·  785 ·  786 ·  787 ·  788 ·  789 ·  790 ·  791 ·  792 ·  793 ·  794 ·  795 ·  796 ·  797 ·  798 ·  799